# جان تالبوت
جان تالبوت (انگلیسی: Joan Talbot؛ زادهٔ ۱۹۲۷) طراح مد نیوزلندی است.
او در دهه ۶۰ میلادی رئیس انجمن Vulcan Lane بود. بعضی از آثار او، اکنون در موزه نیوزلند Te papa tongarewa نگهداری می‌شود.